# Llinatge dels Alta-riba

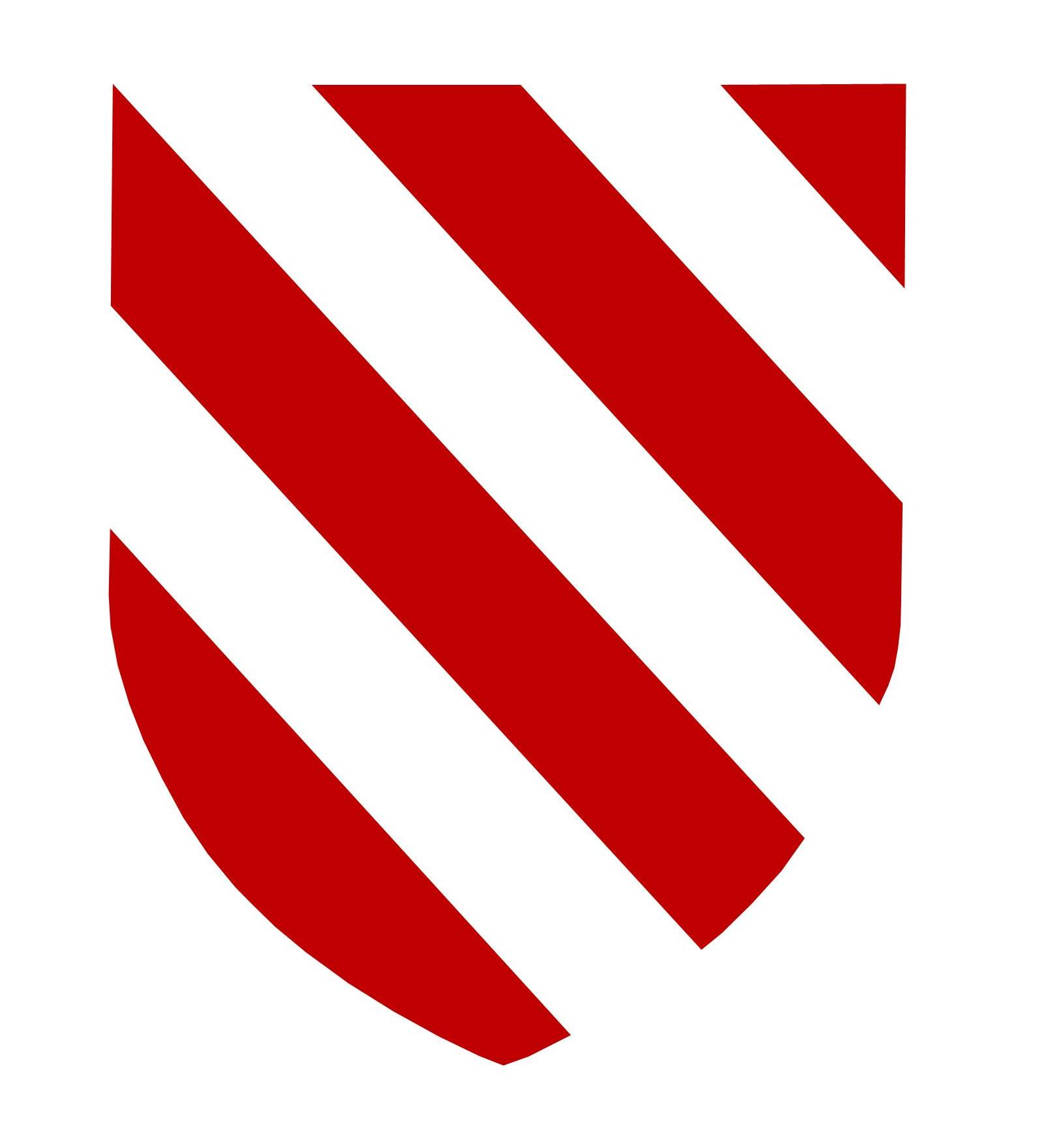
Escut del Castell d'Alta-riba i del seu llinatge

El llinatge dels Alta-riba, o Altarriba, procedeix i agafa el nom del tossal del mateix nom on està edificat el Castell Sant Miquel d'Alta-riba, del nucli de població d'Alta-riba, del municipi d'Estaràs, de la comarca de la Segarra.
Alguns del personatges més importants del llinatge d'Alta-riba que sorgeixen i consoliden l'estirp amb la reconquesta de Catalunya foren: Berenguer d'Alta-riba, cavaller que va participar en la conquesta de Catalunya, Aragó, València i Múrcia. Arnalda o Arnaleta d'Alta-riba, Abadessa de Vallbona de les Monges; Bernat d'Alta-riba, cavaller i comanador de Gardeny; Ponç d'Alta-riba, cavaller, que va participar com a representant del Braç militar, en el naixement de la Generalitat, en les  Corts de Cervera celebrades entre els anys 1358 i 1359 a Cervera, sota el regnat de Pere III el Cerimoniós. Joan d'Alta-riba veguer i batlle de Cervera per Joan II. Els Alta-riba romangueren en altres llocs de la Segarra, com l'Aranyó, i que al segle xiv foren procuradors del vescomte de Cardona creant en aquesta època el Casal d'Alta-riba a Osona, atès que el castell va ser venut a Santes Creus. L'1 de gener de 1428, mentre el prelat oficiava de pontifical a la Seu (de Lleida) entrà al temple tocant la trompeta el cerverí Miquel Vidal, tot desafiant el bisbe Domènec Ram, que havia estat puntal de la Candidatura de  Ferran "el d'Antequera" en el compromís de Casp, en nom del Cavaller Guillem d'Alta-riba i el seu germà Berenguer d'Alta-riba, canonge de Girona i rector d'Anglesola. Alfons IV feu empresonar aquests dos germans, lligats amb grillons i cadenes; i hagueren de pagar, a més a més 5000 florins d'or. Fins al Segle XVII, subsistí la Casa d'Alta-riba. Na Jerònima d'Alta-riba, senyora de Montcortés i de Clariana, es casà amb Pere Auziàs March.